# Teloganodes
Teloganodes is een geslacht van haften (Ephemeroptera) uit de familie Teloganodidae.

## Soorten
Het geslacht Teloganodes omvat de volgende soorten:
- Teloganodes dentatus
- Teloganodes hubbardi
- Teloganodes insignis
- Teloganodes jacobusi
- Teloganodes kodai
- Teloganodes tristis
- Teloganodes tuberculatus